# Actio pro socio
Actio pro socio – w prawie rzymskim, powództwo służące dochodzeniu wzajemnych roszczeń wynikających ze stosunków pomiędzy wspólnikami w spółce (societas).

## Charakterystyka powództwa
Powództwo pro socio przysługiwało byłym wspólnikom rozwiązanej spółki (societas), jeżeli nie mogli dojść do porozumienia odnośnie do likwidacji wzajemnych stosunków własnościowych (podziału współwłasności) oraz zobowiązaniowych.
Powództwo należało do actiones famosae – powodowało infamię osoby zasądzonej. Jednakże zasądzonemu wspólnikowi przysługiwało beneficium competentiae, tzn. że sędzia ustalając sumę wyroku musiał mu pozostawić minimum środków niezbędnych do utrzymania, oraz że wspólnik nie podlegał egzekucji osobistej.